# Stafdalsfell
Stafdalsfell är ett berg i republiken Island. Det ligger i regionen Austurland, 400 km öster om huvudstaden Reykjavík. Toppen på Stafdalsfell är 796 meter över havet, eller 180 meter över den omgivande terrängen. Bredden vid basen är 6,6 km.
Runt Stafdalsfell är det mycket glesbefolkat, med 2 invånare per kvadratkilometer. Närmaste större samhälle är Egilsstaðir, omkring 13 kilometer väster om Stafdalsfell. Trakten runt Stafdalsfell består i huvudsak av gräsmarker.